# 社子 (桃園市平鎮區)
社子，原寫為社仔，是臺灣桃園市平鎮區的一個傳統地域名稱，位於該區東北部。相較於今日行政區，其範圍大致包括龍恩里不含西北部新街溪以西部分、東社里、龍興里、貿易里、忠貞里、中正里、華安里西北半部、東安里西半部。

## 歷史
台灣清治末期至日治初期，社子地區為一街庄，稱為「社仔庄」，隸屬於桃澗堡。該庄西北一小段與石頭庄為鄰，北與後藔庄為鄰，東與霄裡庄為鄰，南邊以陸界及新街溪與東勢庄為界，西邊隔新街溪與北勢庄為界。
「社仔」地名起源於凱達喀蘭霄裡社平埔族，為今東社里、龍恩里、龍興里、貿易里、忠貞里、中正里等。清代稱為社仔堡，後改為社子庄，民國以後才改為社子。「社仔庄」原為清嘉慶年間由福建漳州陳姓閩南人所開拓，清代光緒年間有廣東籍居民移入，民國四十年起貿易、中正、忠貞、東社等地，國軍部隊及眷屬抵此駐軍，中華民國政府在「社仔」興建相當多的軍眷村落。 
1901年（日治明治三十四年）11月，全台廢縣廳改設二十廳，該庄隸屬於桃仔園廳。1903年（明治三十六年），改名桃園廳。1909年（明治四十二年）10月，合併二十廳為十二廳，該庄隸屬不變。1920年（大正九年），廢十二廳改設五州二廳，該庄改制並雅化為「社子」大字，隸屬於新竹州中壢郡平鎮庄。
戰後平鎮庄改制為平鎮鄉，隸屬於新竹縣，大字亦改制為村。1950年桃、竹、苗分治，平鎮鄉改隸屬於桃園縣。1992年3月，平鎮鄉因人口達15萬而改制為平鎮市，村改制為里。2014年12月，桃園縣升格為直轄桃園市，平鎮市改制為平鎮區。
本地區因人口增加，已分拆為多個里。

## 聚落
本地區發展較早的聚落有社仔、水尾等，在日治期初期的官方地圖上已有記載。此外，本地區尚有圳邊、湳溝、社尾、東社、下東社、曾家庄等聚落。

## 交通
市道112號（龍南路）是觀音至大溪崎頂的道路，大致以西北—東南走向經過本地區東部。由該道路向西北可前往中壢、新屋、永安漁港等地，向東南轉南南西再轉東南可前往八德、大溪崎頂並止於省道台3線路口。
區道桃72線（平東路）是戲棚跡至霄裡的道路，大致以西南西—東北東走向經過本地區東南部邊界地帶。由該道路向西南西轉西北可前往東勢、南勢、平鎮、高山頂的戲棚跡並止於區道桃102線路口，向東北東轉東北可前往霄裡並止於市道114號路口。

## 學校
- 東安國中
- 東安國小（大部分）
- 忠貞國小